# آبگیر

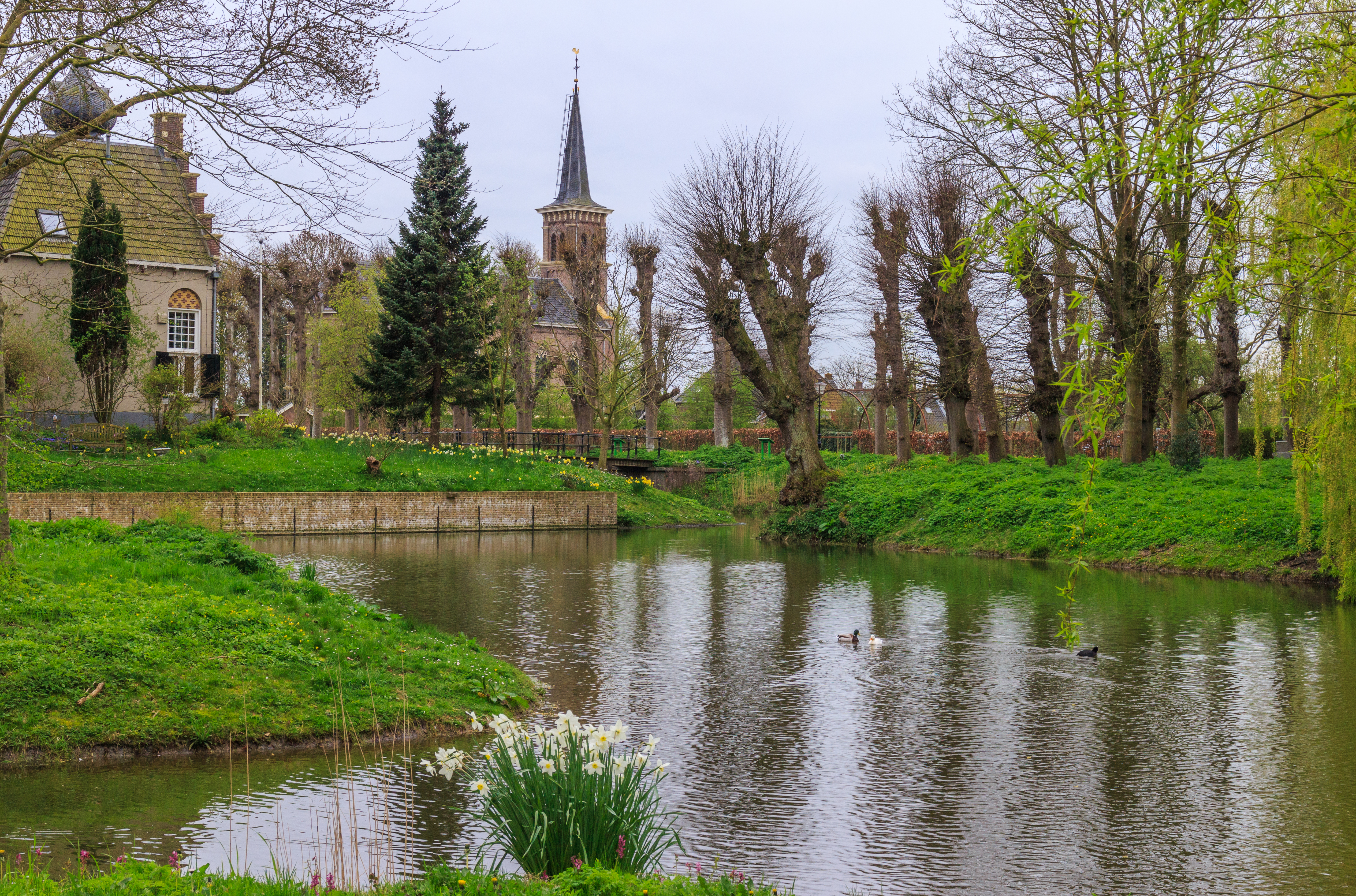
یک آبگیر در کورن‌یوم، هلند

آبگیر یا برکه یک پهنه آبی کوچک و پایدار بر روی زمین است که از تجمع آب در داخل یک فرورفتگی به صورت طبیعی یا مصنوعی (آبگیر مصنوعی) تشکیل شده‌است. آبگیر یا برکه کوچک‌تر از دریاچه است و هیچ معیار رسمی برای تمایز این دو وجود ندارد. اگر چه تعریف آبگیر به‌صورت پهنه آبی با مساحت کمتر از ۵ هکتار، عمق کمتر از ۵ متر (۱۶ فوت) و پوشش گیاه آبزی کمتر از ۳۰ درصد به تشخیص و تمایز بوم‌شناسی برکه‌ها از دریاچه‌ها و تالاب‌ها کمک می‌کند. آبگیرها ممکن است بر اثر طیف گسترده‌ای از فرآیندهای طبیعی پدید آمده باشند، مثلاً بر روی دشت‌های سیلابی به صورت کانال‌های بریده‌شده رودخانه، توسط فرایندهای یخچالی، بر اثر تشکیل پوده‌زار، در تلماسه‌های ساحلی یا به سادگی می‌توانند چاله‌های منفرد جداشده باشند (مانند دیگچال یا آبگیر بهاری) یا به سادگی موج‌هایی طبیعی در زمین‌های زهکشی‌نشده باشند که توسط رواناب، آب‌های زیرزمینی، بارش یا هر سه مورد پر شده‌اند.
آبگیرها را می‌توان به چهار بخش یا لایه تقسیم کرد: پوشش گیاهی، آب آزاد، گل کف و لایه سطحی. اندازه و عمق برکه‌ها اغلب به نسبت زمان سال بسیار متفاوت است؛ بسیاری از برکه‌ها در اثر طغیان بهاری رودها ایجاد می‌شوند. آبگیرهای موجود در طبیعت ممکن است دارای آب شیرین یا آب لب‌شور باشند. آبگیرهای دارای آب شور با اتصال مستقیم به دریا برای حفظ شوری کامل، معمولاً به عنوان بخشی از محیط زیست دریایی در نظر گرفته می‌شوند. این پهنه‌های آبی از موجودات زنده موجود در آب شیرین یا شور پشتیبانی نمی‌کنند و آبگیر محسوب نمی‌شوند.

برکه‌ها معمولاً طبق تعریف، آب‌های کم‌عمق با فراوانی متفاوتی از گیاهان آبزی و جانوران هستند. عواملی مانند عمق، تغییرات فصلی سطح آب، شار مواد مغذی، مقدار نوری که به برکه‌ها می‌رسد، شکل، حضور پستانداران بزرگ، ترکیب هر گونه ماهی و شوری آب همه می‌توانند بر انواع جوامع گیاهی و جانوری موجود در آبگیر تأثیر بگذارند. شبکه‌های غذایی هم بر اساس جلبک‌های شناور آزاد و هم بر اساس گیاهان آبزی هستند. معمولاً مجموعه متنوعی از آبزیان با چند نمونه از جمله جلبک‌ها، حلزون‌ها، ماهی‌ها، سوسک‌ها، حشرات آبی، قورباغه‌ها، لاک پشت‌ها، سمورها و موش‌های آبی وجود دارد. جانوران شکارگر از جمله ماهی‌های بزرگ، حواصیل‌ها یا تمساح‌ هستند. از آنجایی که ماهی‌ها شکارچی اصلی لارو دوزیستان هستند، برکه‌هایی که هر سال خشک می‌شوند، در نتیجه مرگ ماهی‌های ساکن، پناهگاه مهمی برای پرورش دوزیستان فراهم می‌شود. آبگیرهایی که هر سال به‌طور کامل خشک می‌شوند اغلب به عنوان آبگیر بهاری شناخته می‌شوند. برخی از آبگیرها در اثر فعالیت حیوانات تولید می‌شوند، از جمله سوراخ‌های تمساح و برکه‌های سگ آبی، و این آبگیرها باعث افزایش تنوع چشم‌اندازها می‌شوند. 

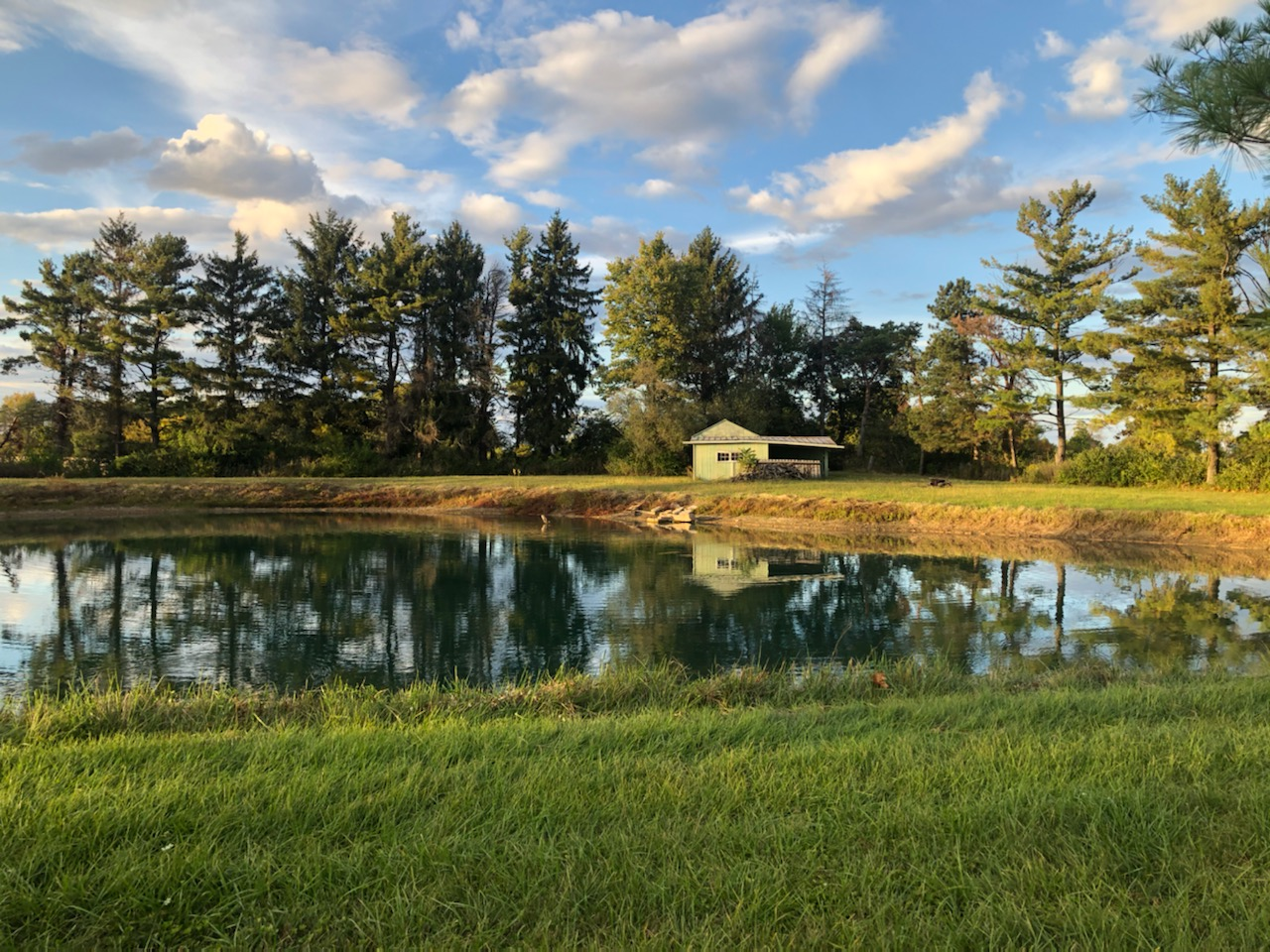
یک آبگیر مصنوعی در ایالت اوهایو

بسیاری از آبگیرها ساخته دست انسان هستند یا توسط عوامل انسانی فراتر از اعماق و محدوده اصلی خود گسترش می‌یابند. جدای از نقش آبگیرها به عنوان تنوع زیستی بالا، آبگیرهای اکوسیستم آب شیرین با منشأ طبیعی، کاربردهای زیادی داشته و دارند، از جمله فراهم کردن آب موردنیاز آبیاری و دامداری، کمک به احیای زیستگاه. آبگیرها همچنین به عنوان محل پرورش گونه‌های محلی و مهاجر، اجزای تزئینی معماری منظر، مهار سیل در حوضه‌های آبریز، شهرنشینی عمومی، حوضه‌های رهگیری برای آلاینده‌ها، شهرنشینی عمومی، حوضه‌هایی برای پایش و جذب آلاینده‌ها و منابع و مخازن گازهای گلخانه ای عمل می‌کنند.